# Chiến lược đầu tư
Trong tài chính, chiến lược đầu tư là một bộ quy tắc, hành vi hoặc thủ tục được thiết kế để hướng dẫn lựa chọn danh mục đầu tư của nhà đầu tư. Các cá nhân có các mục tiêu lợi nhuận khác nhau và các kỹ năng cá nhân khác nhau sẽ có các chiến thuật và chiến lược khác nhau. Một số lựa chọn liên quan đến sự đánh đổi giữa rủi ro và lợi nhuận. Hầu hết các nhà đầu tư thường rơi vào một nơi nào đó ở giữa, chấp nhận một số rủi ro cho kỳ vọng lợi nhuận cao hơn.

## Các chiến lược
Không có chiến lược: Các nhà đầu tư không có chiến lược được gọi là Cừu. Các lựa chọn tùy ý được mô phỏng theo cách ném phi tiêu vào một trang (tham khảo những thập kỷ trước khi giá cổ phiếu được liệt kê hàng ngày trên các tờ báo) được gọi là Những con khỉ mù ném phi tiêu. Thử nghiệm nổi tiếng này đã có kết quả gây tranh cãi.
Chủ động và thụ động: Các chiến lược thụ động như mua và giữ và lập chỉ mục thụ động thường được sử dụng để giảm thiểu chi phí giao dịch. Các nhà đầu tư thụ động không tin rằng có thể bắt được thời điểm thị trường. Các chiến lược chủ động như giao dịch động lượng là một nỗ lực để vượt trội hơn các chỉ số chuẩn. Các nhà đầu tư chủ động tin rằng họ có kỹ năng tốt hơn mức trung bình.
Giao dịch theo động lượng: Một chiến lược là chọn các khoản đầu tư dựa trên hiệu suất gần đây của họ. Các cổ phiếu có lợi nhuận cao hơn trong 3 đến 12 tháng gần đây có xu hướng tiếp tục hoạt động tốt hơn trong vài tháng tới so với các cổ phiếu có lợi nhuận thấp hơn trong 3 đến 12 tháng gần đây. Có nhiều bằng chứng ủng hộ và chống lại chiến lược này.
Mua và giữ: Chiến lược này liên quan đến việc mua cổ phiếu của công ty hoặc tiền và nắm giữ chúng trong một thời gian dài. Đó là một chiến lược đầu tư dài hạn, dựa trên khái niệm rằng trong dài hạn, thị trường chứng khoán cho tỷ lệ lợi nhuận tốt bất chấp thời gian biến động hoặc suy giảm. Quan điểm này cũng cho rằng Chọn đúng thời điểm của thị trường rằng người ta có thể tham gia thị trường ở mức thấp và bán ở mức cao không hoạt động cho các nhà đầu tư nhỏ. Vì vậy tốt hơn là chỉ nên mua và nắm giữ.
Chiến lược ngắn dài: Chiến lược ngắn dài bao gồm chọn vũ trụ vốn chủ sở hữu và xếp hạng chúng theo hệ số alpha kết hợp. Với bảng xếp hạng, chúng ta chơi dài phần trăm hàng đầu và chơi ngắn phần trăm dưới cùng của chứng khoán một lần trong mỗi giai đoạn cân bằng lại.
Chỉ số hóa: Chỉ số là nơi một nhà đầu tư mua một tỷ lệ nhỏ cổ phần trong một chỉ số thị trường như S&P 500, hoặc nhiều khả năng là một quỹ tương hỗ chỉ số hoặc một quỹ hoán đổi danh mục (ETF). Đây có thể là chiến lược thụ động nếu được giữ trong thời gian dài hoặc chiến lược chủ động nếu chỉ số được sử dụng để tham gia và thoát khỏi thị trường một cách nhanh chóng.
Giao dịch theo cặp: Giao dịch theo cặp là một chiến lược giao dịch bao gồm xác định các cặp cổ phiếu tương tự và thực hiện kết hợp tuyến tính giá của chúng để kết quả là một chuỗi thời gian dừng. Sau đó, chúng ta có thể tính điểm Altman_Z cho tín hiệu dừng và giao dịch trên mức chênh lệch trung bình giả định: chơi ngắn tài sản hàng đầu và chơi dài tài sản dưới cùng.
Giá trị so với tăng trưởng: Chiến lược đầu tư giá trị nhìn vào giá trị nội tại của một công ty và các nhà đầu tư giá trị tìm kiếm cổ phiếu của các công ty mà họ tin là bị định giá thấp. Chiến lược đầu tư tăng trưởng nhìn vào tiềm năng tăng trưởng của một công ty và khi một công ty dự kiến thu nhập tăng trưởng cao hơn các công ty cùng ngành hoặc thị trường nói chung, nó sẽ thu hút các nhà đầu tư tăng trưởng đang tìm cách tối đa hóa mức tăng vốn của họ.
Đầu tư tăng trưởng cổ tức: Chiến lược này liên quan đến việc đầu tư vào cổ phiếu công ty theo dự báo cổ tức trong tương lai sẽ được trả. Các công ty trả cổ tức nhất quán và có thể dự đoán được có xu hướng có giá cổ phiếu ít biến động hơn. [8] Các công ty trả cổ tức được thành lập tốt sẽ nhằm mục đích tăng thanh toán cổ tức mỗi năm và những người tăng 25 năm liên tiếp được gọi là quý tộc cổ tức. Các nhà đầu tư tái đầu tư cổ tức có thể được hưởng lợi từ việc gộp khoản đầu tư của họ trong thời gian dài hơn, cho dù được đầu tư trực tiếp hoặc thông qua Kế hoạch Tái đầu tư cổ tức (DRIP).
Tính trung bình chi phí bằng đồng đô la: [9] Chiến lược trung bình chi phí bằng đồng đô la nhằm mục đích giảm rủi ro phát sinh tổn thất đáng kể khi toàn bộ số tiền gốc được đầu tư ngay trước khi thị trường giảm.
Đầu tư trái ngược: [10] Chiến lược đầu tư trái ngược bao gồm lựa chọn các công ty tốt trong thời gian thị trường đi xuống và mua rất nhiều cổ phiếu của công ty đó để kiếm lợi nhuận dài hạn. Trong thời kỳ kinh tế suy giảm, có nhiều cơ hội để mua cổ phiếu tốt với giá hợp lý. Nhưng, điều gì làm cho một công ty tốt cho các cổ đông? Một công ty tốt là một công ty tập trung vào giá trị lâu dài, chất lượng của những gì nó cung cấp hoặc giá cổ phiếu. Công ty này phải có lợi thế cạnh tranh lâu dài, có nghĩa là nó có vị thế thị trường hoặc thương hiệu, điều này ngăn cản các đối thủ dễ dàng tiếp cận hoặc kiểm soát nguồn nguyên liệu khan hiếm. Một số ví dụ về các công ty đáp ứng các tiêu chí này là trong lĩnh vực bảo hiểm, nước ngọt, giày dép, sôcôla, xây dựng nhà, đồ nội thất và nhiều hơn nữa. Chúng ta có thể thấy rằng không có gì lạ mắt của người Hồi giáo hay đặc biệt về các lĩnh vực đầu tư này: chúng thường được sử dụng bởi mỗi người chúng ta. Nhiều biến số phải được xem xét khi đưa ra quyết định cuối cùng cho sự lựa chọn của công ty. Một số trong số họ là:
- Công ty phải ở trong một ngành công nghiệp đang phát triển.
- Công ty không thể dễ bị cạnh tranh.
- Công ty phải có thu nhập theo xu hướng tăng.
- Công ty phải có lợi nhuận phù hợp trên vốn đầu tư.
- Công ty phải linh hoạt để điều chỉnh giá cho lạm phát.

Các công ty nhỏ hơn: Trong lịch sử các công ty cỡ vừa đã vượt trội so với các công ty vốn hóa lớn trên thị trường chứng khoán. Các công ty nhỏ hơn một lần nữa đã có lợi nhuận cao hơn. Lợi nhuận tốt nhất theo quy mô vốn hóa thị trường trong lịch sử là từ các công ty siêu nhỏ. Các nhà đầu tư sử dụng chiến lược này mua các công ty dựa trên quy mô vốn hóa thị trường nhỏ của chúng trên sàn giao dịch chứng khoán. Một trong những nhà đầu tư vĩ đại nhất, Warren Buffett đã kiếm tiền từ các công ty nhỏ lúc mới khởi nghiệp kết hợp với đầu tư giá trị. Ông đã mua các công ty nhỏ với tỷ số P/E thấp và tài sản vốn hóa thị trường cao.